# وايت جونز
وايت جونز (بالإنجليزية: Wyatt Jones)‏ هو راكب الكنو أمريكي، ولد في 1 أبريل 1970.

## وصلات خارجية
- وايت جونز على موقع أوليمبيديا (الإنجليزية)